# Rudi Revil
Rudolph Henri Weil, dit Rudi Revil, né à Strasbourg le 19 mai 1916 et mort en juin 1983, est un musicien, compositeur et parolier français.

## Œuvre
1935
- J’ai de la peine (Revil-Brummel) Valse Boston, Editions de Paris
- Marche du Stade Français (Revil-Brummel), Éditions Selmer & Cie

1936
- Aimez-vous les moules marinières (Revil-Varna Vaucaire) Valse musette, Éditions R. Raillet
- Si nous avons le temps (Revil-Vincy) Fox-trot humoristique, Éditions R. Raillet
- Les perroquets (Revil-Vandair) One step fantaisiste, Éditions R. Raillet

1937
- Aux quatre coins de la banlieue (Revil-Vaucaire) Valse musette, Éditions Coda
- On ouvre demain (Revil-Poterat) Valse musette, Éditions Sylva
- Le badaud du dimanche (Revil-Georgius) Fox-trot hebdomadaire, Éditions P. Beusher
- Comment vas-tu (Revil-Vandair-Chrlys) Fox-trot humoristique, Éditions Musicales Paris-Monde
- J’ai ach’té d’ l’ encre et un stylo (Revil- Lemarchand) Fox, Éditions L. Desmons
- Bien loin de la ville (Revil-Granier-Vital) Valse musette, Éditions Ray Ventura

1938
- Je m’sens tout chose (Revil-Vital) Fox-trot, Éditions Sylva
- Les frères Siamois (Revil-Georgius), Éditions P. Beusher
- La famille Piquassiette (Revil-Georgius), Éditions P. Beusher
- Bonjour Mireille (Revil-Vandair), Éditions Ray Ventura & Cie
- En l’air en l’air (Revil-Vandair) Valse gaie, Éditions Musicales Paris-Monde
- Les petits Papous (Revil-Vandair) Fox-Swing, Éditions Musicales Paris-Monde
- Fermons la porte (Revil-Vandair) Valse, Éditions Ray Ventura& Cie
- Le chemin du rêve (Revil-Vandair-Charlys) Tango, Éditions Ray Ventura& Cie
- C’était de la publicité (Revil-georgius) Valse, Éditions Ray Ventura& Cie
- M’en aller avec vous (Revil-Vandair), Éditions Ray Ventura& Cie
- Plaisir d’une heure (ReviPoterat) Tango, S.A. Françoise Chapell

1939
- La java du beau temps (Revil-Vaucaire) Java, Éditions Smith
- Pour une valse (Revil-Vaucaire), Éditions Peter Maurice S.A.
- Champagne de minuit (Revil) Valse, Éditions Peter Maurice S.A.
- Ohé de la vigie (Revil-Fernay), Éditions Peter Maurice S.A.
- Slow – Fox (Revil), Éditions Peter Maurice S.A.
- Le vent d’automne (Revil-Vaucaire) Slow-fox), Éditions Peter Maurice S.A.
- Qu’il fait bon vivre (Revil-Aspar-Vandair), Éditions Peter Maurice S.A.
- Broken window (Revil) Fox trot, Éditions Peter Maurice S.A.
- Les souvenirs d’amour (Revil-Aspar-Vaucaire) Éditions Peter Maurice S.A.
- Rain in the circus (Revil) Valse, Éditions Peter Maurice S.A.
- Il pleurait (Revil-Vandair), Éditions Musicales Paris-Monde
- Le fantôme du manoir (Revil-Charlys) Slow Fox, Éditions Ray Ventura& Cie
- La chanson du robinet (Revil-Gardoni-Vandair) Fox chanté, Éditions Musicales Paris-Monde
- Loin des lumières (Revil-Vandair) Valse musette, Éditions Musicales Paris-Monde
- Pas besoin de richesse (Revil-Vandair-Syam) Valse musette, Éditions P. Beusher

1940
- Prenez le temps d’aimer (Revil-Vandair) Valse, Éditions Ray Ventura& Cie

1941
- Barnum-Circus (Revil-Chaelys-Vandair) Parade foraine, Éditions P.Beusher

1942
- Don’t try to remember (Revil-de Fur), Raoul Breton Music Publisher

1949
- Ton cœur dit oui « Oui, oui, oui » (Revil-Bonet) Valse musette Nouvelles éditions Meridian
- Moregon from l’Oregon (Revil-Vandair) Marche Éditions Maurice Vandair
- Carrefour d'amour (Revil-Pesenti) Valse Comptoir Musical Français

1950
- Si tu l’aimes ((Revil-Vandair) Marche Éditions Maurice Vandair
- Rue de Lappe (Revil –Lemarque) Java Nouvelles éditions Meridian
- Rose de Belleville (Revil-Vandair) Éditions Maurice Vandair
- Les vacances (Revil –Vandair) valse Éditions Maurice Vandair
- Les parigots (Revil-Vandair) Fox-trot Éditions Maurice Vandair
- Madeleine (Revil-Marnay) Slow Éditions Maurice Vandair
- Boléro Gitan (Revil-Charlys) Boléro, Comptoir Musical Français
- Les bureaucrates (Revil-Charlys) Valse musette, Éditions EMUE
- Le joli mois de mai (Revil -Poterat) Valse, Nouvelles éditions Meridian
- Avec toi (Revil-Charlys) Éditions EMUE
- Rythme de la cité (A Frenchman in New York) Symphonie jazz, Éditions Meridian
- Zodiac Ballet, Éditions Musicales Transatlantiques

1951
- Les chanteurs de rue (Revil –Charlys –Vandair), Éditions EMUE
- Mon petit monde à moi (Revil-Plante) Fox-Trot, Éditions du Lido
- Figaro là Figaro ci (Revil-Lemarque) Boléro, Éditions Métropolitaines
- A la Saint Médard (Revil-Vaucaire), Éditions métropolitaine
- Qui va payer l’addition (Revil-Rouvre-Roef) Valse musette, Nouvelles éditions Meridia

1952
- La saison des prunes (Revil-Lemarque), Éditions Métropolitaines
- Sous la neige (Revil) Éditions Tropicales

1953
- Le Petit cordonnier (Revil-Lemarque), Éditions Tropicales

1954
- La Grenouille (Revil-Lemarque), Éditions Tropicales
- Un air de cristal (Revil-Lemarque), Éditions Tropicales
- La chanson du vent (Revil-Salvet), Éditions Tropicales

1956
- Le mille pattes (Revil-Lemarque), Éditions Tropicales
- Le nuage et le vent (Revil-Ferrat), Éditions Tropicales

1957
- Marjolaine (Revil-Lemarque), Éditions Tropicales
- Général Fend la Bise (Revil-Lemarque), Éditions Tropicales

1958
- Tu es si belle (Revil-Ithier-Gerbeau), Éditions Tropicales
- La poupée magique (Revil-Lemarque), Éditions Tropicales
- Le mal d’amour (Revil-Lemarque), Éditions Tropicales
- La sole meunière Bul Bul Bul (Revil-Ethier-Mamoudi), Éditions Tropicales

1959
- Toi (Revil-Vian), Éditions tropicales

1961
- A vos santés à vos amours (Revil), Éditions Tropicales
- Aujourd’hui je fais la fête (Revil-Fumière-de la Noé-Rivat), Éditions Tropicales
- Was ist das (Revil), Éditions Tropicales
- L’hôtel du sommeil tranquille
- Si vous saviez
- Venez danser la conga
- Dira qui saura
- Amour et piano
- Avec une poignée de terre (A hundred pounds of clay) adaptation (en collaboration avec Manou Roblin), pour Johnny Hallyday et Richard Anthony
- Le Twist (Georges Aber-H. Ballard)) pour Les Chaussettes noires
- La fête à Joe (Let's go) adaptation pour Danny Boy
- Aujourd'hui je fais la fête (Jean-Michel Rivat / Pierre Delanoë & Francis Fumière) pour Denise Lebrun
- Réveille-toi (Wimbo-mi) adaptation pour les Cadets
- Va-t’en vit' mon amour (Go away little girl) adaptation pour Marpessa Dawn
- Le jour du retour (Georges Ader-Bob Wils) pour Dalida
- Riche de tout (Poor little rich girl) adaptation pour Bob Asklof
- Mon ami (Where do I go) adaptation pour Sylvie Vartan
- En d'autres mots (ln other words) adaptation pour Les Compagnons de la Chanson
- Laquelle de nous (I can't stop thinking about you) adaptation pour Les Triplées